# 노령산맥
노령산맥(蘆嶺山脈, 문화어: 로령산맥, 영어: Noryeong Mountains)은 소백산맥의 지맥으로 소백산맥 추풍령 부근에서 갈라져 충청북도, 전북특별자치도, 전라남도를 거치는 대한민국의 산맥이다.

## 개요
노령은 전북특별자치도 정읍시와 전라남도 장성군 사이에 있는 276m의 고개로 전라북도와 전라남도를 연결하는 주요 교통로이다. 북쪽으로 소백산맥의 추풍령 근처에서 남서로 뻗어 전주, 순창, 무주, 진안, 임실을 지나 전라남북도의 경계를 거쳐 전라남도 무안반도까지 약 200km에 이르는 산맥이다.

## 주요 산
- 운장산 (1,126m) : 전북특별자치도 진안군
- 내장산 (763m) : 전북특별자치도 정읍시
- 문수산 (620m) : 전북특별자치도 고창군 - 전라남도 장성군
- 모악산 (793m) : 전북특별자치도 김제시 - 완주군
- 마이산 (667m) : 전북특별자치도 진안군
- 월출산 (809m) : 전라남도 영암군 - 강진군
- 팔공산 (1,151m) : 전북특별자치도 장수군 - 진안군

## 사찰
- 금산사
- 내장사
- 백양사
- 선운사
- 불갑사

## 같이 보기
- 진안고원